# Fila Brazillia
Fila Brazillia was een Brits muziekduo uit Kingston upon Hull, bestaande uit Steve Cobby en David McSherry, dat gevormd werd in 1990. De muziek is losjes te categoriseren als downtempo met aanvullingen uit andere genres als nu jazz, house, ambient, breakbeat, techno en dub.

## Biografie
Cobby ontmoette McSherry voor het eerst in 1983 op een voorstelling waar de rockband Punctured Tough Guy optrad, waar McSherry toen lid van was. Vanaf dat moment werkten zij sporadisch samen, maar gaven hun eerste track pas in 1990 uit. Dit was de track 'Mermaids', die werd opgepikt door David Brennand en uitgegeven op het net opgerichte Pork Recordings. De track werd uitgegeven onder de artiestennaam Fila Brazillia, welke komt van het door Cobby verkeerd verstane hondenras Fila Brasileiro. In de daaropvolgende drie jaren werden er enkele singles uitgegeven, en nadat Cobby de band Ashley & Jackson verliet, werd Fila Brazillia zijn belangrijkste project.
Op Pork Recordings werden binnen vijf jaar zes albums uitgebracht en tegelijkertijd werden tientallen remixen geproduceerd voor bands als Radiohead, Moloko, The Orb, Tosca en A Certain Ratio. In 1999 stapte Fila Brazillia over naar hun, met Sim Lister, opgerichte label Tritone. Hierop werd het zevende album 'A Touch of Cloth' uitgegeven, maar omdat er al een label bestond met deze naam werd het label omgedoopt tot Twentythree. Op dit label verschenen de komende jaren nog drie andere studioalbums en enkele zijprojecten als J.S.T.A.R.S. en Mandrillus Sphynx. In 2006 verscheen het compilatiealbum 'Retrospective', wat op enkele (compilatie-)ep's na de laatste uitgave was. McSherry geeft sindsdien lezingen op de Universiteit van Lincoln en Cobby richtte samen met Sim Lister het label Steel Tiger op en brengt met David Brennand muziek uit onder de naam The Cutler.

## Discografie

### Studioalbums
- 1994 - Old Codes, New Chaos [Pork Recordings]
- 1995 - Maim That Tune [Pork Recordings]
- 1996 - Mess [Pork Recordings]
- 1996 - Black Market Gardening [Pork Recordings]
- 1997 - Luck be a Weirdo Tonight [Pork Recordings]
- 1998 - Power Clown [Pork Recordings]
- 1999 - A Touch of Cloth [Tritone]
- 2002 - Jump Leads [Twentythree]
- 2004 - The Life and Times of Phoebus Brumal [Twentythree]
- 2004 - Dicks [Twentythree]
- 2018 - Played in Japan [Twentythree]

### Ep's
- 1996 - Sycot Motion [Mindfood Records]
- 2002 - Saucy Joints (met Djinji Brown) [Twentythree]
- 2004 - The Goggle Box [Twentythree]
- 2007 - One Track Mind [Twentythree]
- 2010 - The Garden Zadar [Matrix Music]
- 2018 - Mermaids [Running Back]
- 2020 - MMXX [FBRA]
- 2020 - From The DATs [FBRA]

### Remixalbums
- 1999 - Brazilification (Remixes 95-99) [Kudos]
- 2003 - B2 [Twentythree]

### Compilaties
- 2006 - Retrospective 1990-2006 [Twentythree]

### Dj-mix
- 2001 - AnotherLateNight Azuli
- 2004 - Another Fine Mess Azuli